# Florin Ștefan
Florin Ștefan (Slatina, 9 maggio 1996) è un calciatore rumeno, difensore dell'U Craiova.

## Caratteristiche tecniche
È un terzino sinistro.

## Carriera

### Club
Ha giocato nella prima divisione rumena.

### Nazionale
Ha partecipato agli Europei Under-21 del 2019 (conclusi con un terzo posto) ed ai Giochi Olimpici di Tokyo. Nel 2019 ha inoltre esordito nella nazionale maggiore rumena.

## Palmarès

### Club

#### Competizioni nazionali
- Campionato rumeno: 1

CFR Cluj: 2021-2022